# Malavita (film)
Pour les articles homonymes, voir Malavita (homonymie).
Pour plus de détails, voir Fiche technique et Distribution.
Malavita ou La Famille au Québec (The Family dans certains pays anglophones) est une comédie noire franco-américaine réalisée par Luc Besson et sortie en 2013. Il s'agit d'une adaptation du roman du même nom de Tonino Benacquista.

## Synopsis
En 1995, Giovanni Manzoni, ancien membre de la mafia new-yorkaise, est désormais sous la protection du FBI, sous le nom de Fred Blake. Il fait partie du programme de protection des témoins après avoir dénoncé de nombreux mafieux, dont Don Luchese. Après avoir été caché sur la Côte d'Azur, Giovanni s’installe avec sa famille — sa femme Maggie, sa fille Belle, son fils Warren et le chien Malavita — dans un petit village de Normandie, Cholong-sur-Avre. La famille est surveillée en permanence par deux agents fédéraux, Di Cicco et Caputo, eux-aussi Italo-Américains, sous les ordres du rugueux Robert Stansfield.
Malgré des efforts d’intégration, les bonnes vieilles habitudes des Blake/Manzoni vont vite reprendre le dessus quand il s’agira de régler les « petits soucis » du quotidien. Rien ne va s'arranger quand la mafia retrouve leurs traces.

## Fiche technique
- Titre français original : Malavita
- Titre québécois : La Famille
- Titre international : The Family
- Réalisation : Luc Besson
- Scénario : Luc Besson et Michael Caleo, d'après le roman Malavita de Tonino Benacquista
- Direction artistique : Gilles Boillot, Eric Dean, Dominique Moisan, Stéphane Robuchon et Thierry Zemmour
- Décors : Hugues Tissandier
- Costumes : Aude Bronson-Howard et Olivier Bériot
- Photographie : Thierry Arbogast
- Effets visuels numérique : Digital factory (Paris)
- Montage : Julien Rey
- Musique : Evgueni Galperine et Sacha Galperine
- Production : Luc Besson, Virginie Besson-Silla et Ryan Kavanaugh
- Producteurs délégués : Martin Scorsese[1], Jason Beckman, Jason Colodne et Tucker Tooley
- Sociétés de production : EuropaCorp et Relativity Media
- Sociétés de distribution : Relativity Media (États-Unis), EuropaCorp Distribution (France)
- Budget : 30 000 000 de dollars[2]
- Pays d’origine :  France et  États-Unis
- Langue originale : anglais
- Format : couleur - 2.35 : 1
- Genres : comédie noire et action
- Durée : 111 minutes
- Dates de sortie[3] :
  - États-Unis, Canada : 13 septembre 2013
  - Belgique, France: 23 octobre 2013
- Classification[4] : 
  - « Avertissement : certains propos ou scènes peuvent heurter la sensibilité des spectateurs » (en France)[5]
  - R - Restricted (aux États-Unis)
  - 13 ans et plus (au Québec)[6]
  - 14A (au Canada)

## Distribution
- Robert De Niro (V. F. : Patrick Descamps[b] ; V. Q. : Jean-Marie Moncelet) : Giovanni Manzoni alias Fred Blake
- Michelle Pfeiffer (V. F. : Emmanuèle Bondeville ; V. Q. : Élise Bertrand) : Maggie Blake
- Dianna Agron (V. F. : Noémie Orphelin ; V. Q. : Kim Jalabert) : Belle Blake
- John D'Leo (V. F. : Gabriel Bismuth-Bienaimé ; V. Q. : Samuel Jacques) : Warren Blake
- Tommy Lee Jones (V. F. : Féodor Atkine ; V. Q. : Éric Gaudry) : l'agent Robert Stansfield
- Jimmy Palumbo (V. F. : Gabriel Le Doze ; V. Q. : Stéphane Rivard) : Di Cicco
- Domenick Lombardozzi (V. F. : Gilles Morvan ; V. Q. : Patrick Chouinard) : Caputo
- Stan Carp (V. F. : Patrick Raynal ; V. Q. : Denis Michaud) : Don Lucchese
- Vincent Pastore (V. F. : Serge Biavan ; V. Q. : Yves Corbeil) : le gros Willy
- Jon Freda (V. F. : Antoine Tomé ; V. Q. : Pierre Chagnon) : Rocco
- Christopher Craig (V. F. : Patrice Melennec) : le prêtre
- Paul Borghese : Albert
- Ted Arcidi : Tommy
- David Belle : Mezzo
- Oisin Stack (en) : Henry, professeur de mathématiques de Belle
- Barbara Bolotner : la serveuse en terrasse
- Jan Hammenecker : le chef de la station d'épuration
- Christophe Kourotchkine : M. Chambard, le responsable de l'usine de retraitement
- Paulette Frantz : une cliente au supermarché
- Claudine Acs : une cliente au supermarché
- Sophie Froissard : une invitée au barbecue
- Christophe Reymond : le mari de la voisine cleptomane
- Bruno Fleury : le vendeur
- Annie Mercier : Mme Arnaud
- Florence Muller : Mme Mangin
- Côme Levin : J. P.
- Vincent Claude : Chubby, l'ami de J. P.
- Léo-Paul Salmain : un étudiant
- Solal Forte : un camarade de classe de Belle
- Kresh Novakovic (V. F. : Franck Lorrain) : Vincenze
- Dominic Chianese : Vinnie Caprese
- Peter Hudson : l'avocat de Giovanni au palais de Justice
- Marie Guillard : la mère tuée avec sa famille
- Moussa Maaskri : Mourad Benkassem
- Jonas Bloquet : André
- David Salles : un mafieux avec Giovanni
- Don Frye : un homme de main

Source et légende : Version française (V. F.) sur AlloDoublage et Version québécoise (V. Q.) sur Doublage Québec

## Production

### Développement
EuropaCorp et Relativity Media signent en mai 2012 un marché pour la coproduction de deux films incluant la distribution. Le premier des deux films est Malavita, le deuxième est 3 Days to Kill (2014).

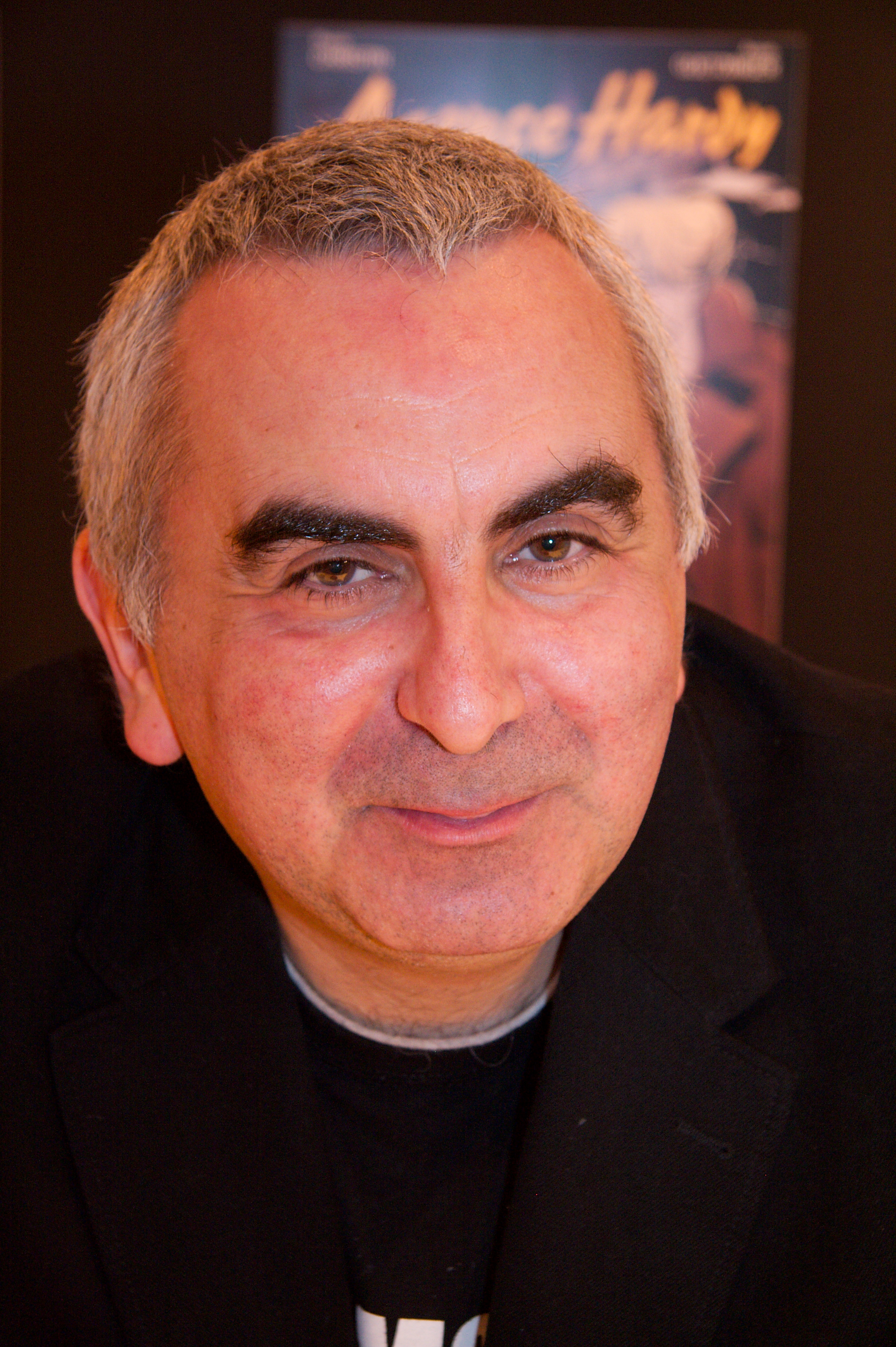
Tonino Benacquista est l'auteur du roman Malavita (2004), dont le film est inspiré.

Le scénario, écrit par Luc Besson et Michael Caleo, est adapté du roman Malavita de Tonino Benacquista, publié en 2004. L'auteur n'a pas souhaité participer au développement du film : « Je savais qu’EuropaCorp pouvait produire un film qui puisse être distribué aussi bien aux États-Unis qu’en France, ce qui était très tentant étant donné le sujet ». La productrice Virginie Besson-Silla avoue que le scénario respecte presque totalement l'intrigue du roman.
À l'origine, Luc Besson ne devait être que scénariste et producteur du film. Mais après avoir développé le projet avec Robert De Niro et cherché d'éventuels metteurs en scène, il a décidé d'être aussi le réalisateur : « Je me suis dit qu’il était hors de question de confier ce projet à qui que ce soit ! Comme je connais bien la culture américaine et la culture française, j’ai fini par vouloir le réaliser moi-même. Robert est très malin parce qu’il ne m’a rien dit avant que je ne me laisse tenter par l’idée. Il m’a demandé pourquoi je ne le réaliserais pas moi-même. Et je lui ai dit : “C’est bon, tu as gagné” ».

### Attribution des rôles
Pour Tonino Benacquista, l'auteur du roman original, les acteurs devaient être « des acteurs américains indiscutables qui portent en eux leur propre légende et qui, quand ils apparaissent à l’écran, n’ont pas besoin de convaincre ». Lorsque Luc Besson lui demande quel acteur il envisage pour le rôle principal, l'écrivain propose Robert De Niro. Un exemplaire est envoyé à l'acteur, qui accepte de participer au projet.
Michelle Pfeiffer rejoint ensuite la distribution, motivée notamment par le fait de tourner pour la première fois de sa carrière avec Robert De Niro. Ils étaient apparus dans Stardust, le mystère de l'étoile (2007) et Happy New Year mais n'avaient pas eu de scènes en commun.

### Tournage
Le tournage débute le 14 août 2012 en France et se poursuit jusqu'en octobre 2012, entre la Normandie, (à Gacé, notamment au collège Jean-Moulin de la ville, transformé pour l’occasion en lycée Jules-Vallès, et surtout Le Sap), New York et la Cité du cinéma à Saint-Denis pendant un mois. Une partie du tournage a également eut lieu dans la ville de L'Aigle.
Le tournage normand a eu lieu près de la propriété du réalisateur à La Trinité-des-Laitiers : « J’ai une maison de famille en Normandie : quand j’ai lu le livre, je me suis rendu compte que la petite ville où se déroule l’intrigue est à une dizaine de kilomètres de chez moi. La maison que nous avons trouvée est à 7 ou 8 km de chez moi (...), ce qui était très pratique. Pour être franc, quand on a entamé les repérages, j’ai demandé à ce qu’on me montre les maisons qui se trouvaient dans un rayon de 20 km autour de chez moi car c’était beaucoup plus simple pour moi de me rendre d’un endroit à l’autre. Finalement, tous les comédiens ont séjourné chez moi ». En Normandie, l'équipe tourne également à Sainte-Foy-de-Montgommery (Calvados), Saint-Evroult-de-Montfort et Sées et L'Aigle (Orne). Quelques plans sont réalisées dans les Alpes-Maritimes.
Luc Besson était également ravi de tourner à la Cité du cinéma, pour la première fois en tant que réalisateur : « C’est extrêmement pratique et cela ressemble à n’importe quel studio américain : (...) c’est très fonctionnel car tout est réuni au même endroit – les bureaux, les décors, les salles de montage, les labos etc. Du coup, on ne perd pas de temps. C’est un rêve, pour un cinéaste, de travailler dans de telles conditions et les plateaux sont flambant neufs ».
Certains acteurs expliquent que Luc Besson a tourné assez rapidement les scènes de Malavita. Robert De Niro déclare qu'il « est d’une grande rapidité (...). Il ne perd pas de temps avec le clap ou avec d’autres protocoles du même genre ». Pour Tommy Lee Jones, c'est « à la fois difficile et stimulant, c’est (...) qu’il faut être constamment réactif ».

### Musique
Pour la seconde fois de sa carrière, Luc Besson ne collabore pas avec Éric Serra pour la musique du film. Il fait ici appel aux frères Evgueni et Sacha Galperine. Ils avaient déjà travaillé sur un autre film d'EuropaCorp, L'Homme qui voulait vivre sa vie d'Éric Lartigau en 2010.
| 1.  | Gangster Tango                                   | Evgueni Galperine |                   | 1:34 |
| 2.  | 20 Million Dollars (Dialogue)                    |                   | Robert De Niro    | 0:18 |
| 3.  | Me and My Baby                                   |                   | Don Cavalli       | 2:38 |
| 4.  | First Love                                       | Evgueni Galperine |                   | 0:42 |
| 5.  | The Body                                         | Evgueni Galperine |                   | 0:49 |
| 6.  | Shoot the Dog* (Dialogue)                        |                   | Paul Borghese     | 0:21 |
| 7.  | Teens Fight Back                                 | Evgueni Galperine |                   | 1:35 |
| 8.  | Once Upon a Time                                 | Evgueni Galperine |                   | 0:54 |
| 9.  | Both Arms and Both Legs (Dialogue)               |                   | Robert De Niro    | 0:22 |
| 10. | The Plumer                                       | Evgueni Galperine |                   | 1:01 |
| 11. | Bad Guys in Town                                 | Evgueni Galperine |                   | 3:06 |
| 12. | The Greatest                                     |                   | Cat Power         | 3:22 |
| 13. | I Want My Water Crystal Clear                    | Evgueni Galperine |                   | 1:34 |
| 14. | Best Dad Ever                                    | Evgueni Galperine |                   | 0:55 |
| 15. | The Bomb                                         | Evgueni Galperine |                   | 0:47 |
| 16. | New York, I Love You but You're Bringing Me Down |                   | LCD Soundsystem   | 5:35 |
| 17. | Bazooka                                          | Evgueni Galperine |                   | 1:46 |
| 18. | Manzoni the Writer                               | Evgueni Galperine |                   | 1:10 |
| 19. | I Gave You My Soul                               | Evgueni Galperine |                   | 1:14 |
| 20. | They Found Us (Dialogue)                         |                   | Michelle Pfeiffer | 0:12 |
| 21. | They Are Here                                    | Evgueni Galperine |                   | 1:42 |
| 22. | The Battle                                       | Evgueni Galperine |                   | 2:05 |
| 23. | After the War                                    | Evgueni Galperine |                   | 1:40 |
| 24. | Doce doce                                        |                   | Fred Bongusto     | 4:20 |

Outre les compositions des frères Galperine, on peut entendre des chansons plus au moins connues au long du film :
- Doce Doce de Fred Bongusto (barbecue entre voisins) ;
- Me and My Baby de Don Cavalli (scène du « voyage » du journal du lycée jusqu'à New York) ;
- New York, I Love You but You're Bringing Me Down de LCD Soundsystem (quand Belle séduit son professeur) ;
- Rags to Riches de Tony Bennett (morceau également présent dans Les Affranchis de Martin Scorsese) ;
- Clint Eastwood de Gorillaz (lorsque tous les mafieux arrivent à la gare de Cholong-sur-Avre) ;
- To Binge de Gorillaz pour la première chanson du générique de fin.

## Accueil

### Sorties internationales
La sortie française était d'abord prévue pour avril 2013, avant d'être décalée au 23 octobre 2013[réf. nécessaire].

### Accueil critique
En France, les critiques de presse sont plutôt partagées : le film totalise une moyenne de 2,3 sur 5 sur le site Allociné, pour 24 critiques. Hubert Lizé du quotidien Le Parisien donne la note maximale de 5 étoiles au film et souligne le « couple de post-mafieux désœuvrés jubilatoire » formé à l'écran par Robert De Niro et Michelle Pfeiffer. Pour Marilyne Letertre de Métro, Luc Besson signe avec Malavita « une comédie sur le choc des cultures, dynamitée par un tandem de stars récréatif ». Jacques Mandelbaum du Monde trouve que le film est une « rencontre du huitième type » entre Les Affranchis (1990) de Martin Scorsese et La Cuisine au beurre (1963) de Gilles Grangier. Samuel Douhaire de Télérama note le film 3 sur 5 et regrette qu'avec une « fusillade aussi spectaculaire qu'idiote, Malavita vire au banal film d'action ». Danielle Attali du Journal du dimanche déplore quant à elle que malgré « quelques scènes drôles, le film n'échappe pas à la maladroite parodie ». Pour Gérard Delorme de Première, Robert De Niro et Michelle Pfeiffer sont toujours dans l'autoparodie en jouant « sur le ton de la rigolade des scènes qui les ont rendus célèbres vingt ans auparavant ». Michael Ghennam, de la revue Les Fiches du cinéma, est encore plus critique en soulignant un esprit « anti-français » et en ajoutant que « Malavita est un ratage à oublier vite ». Enfin, Le Figaro Magazine considère que « cette adaptation du roman de Tonino Benacquista est à l'image de son réalisateur : énergique, non dénuée d'humour mais sans grande finesse ».
Aux États-Unis, les critiques sont assez mitigées. Le film reçoit 29 % d'opinions favorables sur l'agrégateur Rotten Tomatoes, pour 136 critiques. Sur Metacritic, le film est noté 42 sur 100, pour 32 critiques.

### Box-office
Le film a récolté 14 034 764 de dollars pour son week-end d'ouverture aux États-Unis. Il totalisera 78 418 811 $ au box-office mondial : par rapport au coût de sa production (pour un budget de 30 000 000 $), il est discutable de considérer ce film comme un réel succès.
| Pays ou région    | Box-office      | Date d'arrêt du box-office | Nombre de semaines |
| ----------------- | --------------- | -------------------------- | ------------------ |
| États-Unis Canada | 36 918 811 $    | 29 décembre 2013           | 17                 |
| France            | 958 586 entrées | 22 décembre 2013           | 9                  |
| Total mondial     | 78 418 811 $    | 9 août 2014                | 43                 |

## Analyses